# قطعنامه ۱۴۹۱ شورای امنیت
قطعنامه ۱۴۹۱ شورای امنیت سازمان ملل متحد که در تاریخ ۱۱ ژوئیه ۲۰۰۳ تصویب شد، سندی بین‌المللی دربارهٔ بررسی وضعیت در بوسنی و هرزگوین است. این قطعنامه طی نشست ۴۷۸۶ام با ۱۵ رای موافق، ۰ مخالف و ۰ ممتنع تصویب شد.